# بريسيلا نافارو
بريسيلا نافارو (بالإسبانية: Priscila Navarro)‏ هي عازفة بيانو بيروفية، ولدت في 27 أبريل 1994.